# Gòfer petit
El gòfer petit (Geomys bursarius) és una espècie de rosegador de la família dels geòmids. Viu a les Grans Planes del Canadà i els Estats Units. Es tracta d'una espècie excavadora que s'alimenta principalment d'arrels carnoses, tiges suculentes i fruits petits. El seu hàbitat natural són les praderies, les pastures i els camps de conreu de sòl profund, friable i humit. És una espècie en risc mínim, és a dir, no sembla que hi hagi cap amenaça significativa per a la seva supervivència.

## Distribució
Aquesta espècie viuen a les Grans Planes de l'Amèrica del Nord, des del sud de Manitoba, al Canadà, cap al sud fins a Nou Mèxic i Texas, cap a l'oest fins a Dakota del Nord i cap a l'est fins a l'extrem occidental d'Indiana.
S'han trobat restes fòssils a Tennessee, que indiquen la presència de poblacions de finals del Plistocè i principis de l'Holocè. Això donaria suport a la hipòtesi que les condicions ambientals més seques amb àmplies praderies s'estenien més al sud durant el període glacial Wisconsin, recolzant poblacions de Geomys i altres espècies de les praderies com ara el suslic de tretze bandes i el gall de praderia.

## Descripció
El gòfer petit té un pelatge format per pèls curts amb una coloració que va del marró fins al negre a la part superior del cos i color marró més clar o bronze a les parts inferiors. Els extrems de les extremitats estan coberts de pèls blanquinosos, mentre la cua, que és curta, és gairebé nua. Entre les adaptacions a la vida subterrània trobem ulls petits, orelles petites i sense pèl, i unes potes davanteres grans que finalitzen amb urpes grans i fortes a l'extrem dels dits. Els arcs zigomàtics són força plans, proporcionant un ampli espai per a l'acoblament muscular, encara que, a diferència d'altres geòmids, aquesta espècie no utilitza les seves dents incisives per ajudar els peus a cavar. Les bosses externes de les galtes, que distingeixen aquesta família d'altres mamífers, es poden girar a fora per a la neteja, tenen una obertura cap endavant i s'utilitzen per transportar aliments de fins a 7 centímetres.
Una altra adaptació a l'estil de vida subterrani és un index baix de metabolisme basal de 0.946 ml O₂/g/h, una conductància elevada, una tolerància a nivells baixos d'oxigen i nivells alts de diòxid de carboni i una disminució de la ingesta d'aigua.
Els mascles són significativament més grossos que les femelles, amb un longitud total del cos que varia entre 25 i 35 centímetres, en comparació amb una longitud total del cos d'entre 21 i 32 centímetres en les femelles. La cua és curta i nua, assolint entre 5 i 11 centímetres de longitud. Els mascles adults pesen entre 230 i 473 grams, mentre que el pes de les femelles oscil·la entre els 128 i els 380 grams.

## Ecologia
El gòfer petit prefereixen sòls friables, sorrencs i profunds que els facilitin el seu estil de vida subterrani i la seva dieta herbívora a base d'arrels de plantes. Per ells, la vegetació local és menys important que la naturalesa del sòl. El gòfer petit viu en praderies, terres de cultiu i, fins i tot, en zones urbanes.
En un estudi a llarg termini d'un sistema de túnels excavat per gòfers petits, es trobaren que l'índex d'excavació de túnels variava des d'un màxim de 2 metres per setmana fins a un mínim de cap centímetre excavat durant diverses setmanes a l'estiu. Es van excavar entre 30 i 50 metres d'una vegada. Els factors que afecten a la mida del sistema de túnels sembla que estan més relacionats amb la quantitat d'energia que cal emprar per mantenir-los i patrullar-los que amb la quantitat de vegetació present. Els sistema de túnels inclou nius, situats a un 50 centímetres sota la superfície, i anivellats amb herba i altres materials vegetals, així com magatzems d'aliments que contenen herbes, arrels i tubercles.
Els gòfers petits comparteixen els seus túnels amb nombroses espècies d'insectes, en les que es troben mosques, escarabèids, sílfids i rafidofòrids. Els seus predadors coneguts són els cròtals, les serps reials, Pituophis catenifer, els gats ferals, els coiots, les guineus, el toixó americà, els falcons i els mussols.

## Comportament
Els gòfers petits no mostren canvis estacionals en les seves activitats, excepte durant la temporada d'aparellament. Mostren un patró d'activitat diari bimodal amb moments de màxima activitat entre les 13:00 i les 17:00 i de nou entre les 22:00 i les 06:00. Per un animal de vida subterrània amb un estil de vida amb una elevada despesa energètica (entre 360 i 3.400 vegades més que les criatures terrestres), planificar l'activitat diària al voltant de la temperatura del cau, on la manca de flux d'aire i l'elevada humitat suposen una disminució de la refrigeració, és molt probable que sigui important.
Els gòfers petits passen el 72% del temps en els seus caus, sortint a la superfície per obtenir aliment o trobar parelles, i, en el cas dels joves, per establir nous caus. Són animals territorials i agressius, en especials entre mascles. Sembla que utilitzen la seva gran sensibilitat per detectar vibracions del sòl per mantenir el seu estil de vida solitari. Rarament exploren caus habitats per altres gòfers, encara que, de vegades, investiguen caus que han estat prèviament abandonats.

## Reproducció
Els gòfer petits solen reproduir-se només un cop l'any, encara que de vegades poden reproduir-se dues vegades en anys bons o en climes més càlids. La temporada de reproducció varia segons la latitud, que va des de l'abril fins al maig a Wisconsin i de gener a setembre a Texas. Les femelles donen a llum entre una i sis cries després d'un període de gestació de 30 dies. No obstant això, s'han registrat embarassos amb una durada de fins a 51 dies, i aquesta variació pot indicar alguna forma de fertilització retardada, implantació retardada o desenvolupament retardat del zigot.
Les cries neixen nues i cegues i amb un pes inicial d'uns 5 grams. Comencen a desenvolupar el seu pelatge cap als 10 dies de vida, obren els ulls a les 3 setmanes, i són deslletats a les 5 setmanes. Encara que inicialment es mouen pels voltants en el cau de la mare, després de ser deslletats, ràpidament abandonen el cau matern per establir el seu propi cau. Als tres mesos d'edat assoleixen la mida d'adult.

## Taxonomia
G. arenarius ha estat considerada una subespècie del gòfet petit, però en un estudi de l'ADN mitocontrial, Jolley et al. trobaren que pertanyia a un llinatge diferent. Finalment G. arenarius va ser elevada a la categoria d'espècie, quedant separada del gòfer petit.
S'han descrit 8 subespècies:
- G. b. bursarius (Shaw, 1800)
- G. b. illinoensis (Komarek i Spencer, 1931)
- G. b. industrius (Villa i Hall, 1947)
- G. b. major (Davis, 1940)
- G. b. majusculus (Swenk, 1939)
- G. b. missouriensis (McLaughlin, 1958)
- G. b. ozarkensis (Elrod,Zimmerman,Sudman i Heidt, 2000)
- G. b. wisconsinensis (Jackson, 1957)

## Estat de conservació
A causa de la seva amplia distribució, la seva adaptabilitat a un hàbitat adequat, la manca de cap gran amenaça, i tenir poblacions aparentment estables, el gòfer petit està catalogat com en risc mínim. Encara que són considerats plagues pels grangers i terratinents, tenen un paper actiu en l'aireig del sòl, el control d'inundacions a través de la millora del drenatge, i en una major diversitat de la vegetació.